# Double Ironman de Lévis
Le Double Ironman de Lévis  est une compétition d'ultra-triathlon organisée à Lévis au Québec. L'épreuve consiste à enchaîner 7,6 km de natation, 360 km de cyclisme et 84,4 km de course à pied, c'est-à-dire des distances doubles de celles de l'ironman.
L'édition 2002 a fait office de championnat du monde de la distance. 

## Format de l'épreuve
Le parcours 2007 est le suivant :
- Natation : 12 boucles de 666 m aller-retour à 15 m du rivage dans le fleuve Saint-Laurent ;
- Cyclisme : 92 tours de 3,913 km sur parcours asphalté le long du fleuve ;
- Course à pied : 42 tours de 2,01 km sur piste cyclable fermée à la circulation.

## Palmarès
| Année | Partants | Homme           | Homme            | Femme            | Femme            |
| Année | Partants | Vainqueur       | Temps            | Vainqueur        | Temps            |
| ----- | -------- | --------------- | ---------------- | ---------------- | ---------------- |
| 2007  | 11       | Éric Deshaies   | 20 h 27 min 53 s | Caro Linn        | 24 h 54 min 06 s |
| 2006  | 8        | Pascal Jolly    | 22 h 12 min 18 s | Astrid Benöhr    | 28 h 31 min 22 s |
| 2005  | 12       | Didier Wolosyn  | 21 h 48 min 42 s | Astrid Benöhr    | 30 h 41 min 49 s |
| 2004  | 21       | Pascal Jolly    | 21 h 59 min 32 s | Astrid Benöhr    | 25 h 46 min 53 s |
| 2003  | 10       | A. Heady Todd   | 25 h 00 min 07 s | Suzanna De Gazon | 31 h 42 min 20 s |
| 2002  | 27       | Luis Wildpanner | 20 h 26 min 43 s | Astrid Benöhr    | 27 h 13 min 42 s |
| 2001  | 19       | Didier Wolosyn  | 22 h 14 min 49 s | Astrid Benöhr    | 26 h 25 min 09 s |
| 2000  | 12       | Beat Knechtle   | 23 h 23 min 56 s | Astrid Benöhr    | 26 h 25 min 09 s |